# Partecipazioni di Costigliole al Palio di Asti
Il Comune di Costigliole d'Asti ha partecipato a tutte le edizioni del Palio in epoca fascista ad eccezione di quella del 1930 e, successivamente, ha corso ininterrottamente il Palio di Asti dal 1967 al 1984. Inoltre, la compagnia di Costigliole ha vinto il Palio nel 1785 con il fantino Giovanni Bodone detto Ballino (o Balin in piemontese), su cavallo inglese baio. 

Di seguito sono elencati i risultati ottenuti a partire dal 1967.

## Piazzamenti al Palio di Asti
| Palio | Fantino                     | Cavallo                 | Piazzamento           | Note |
| ----- | --------------------------- | ----------------------- | --------------------- | ---- |
| 1967  | Giuseppe Zanetti            | Giulietta               | Eliminato in batteria |      |
| 1968  | Giovanni Pigliaru           | Olimpo                  | Eliminato in batteria |      |
| 1969  | Renato Magari (Il Biondo)   | Vispa                   | Eliminato in batteria |      |
| 1970  | Renato Magari (Il Biondo)   | Bosco                   | Eliminato in batteria |      |
| 1971  | Giuseppe Bertolino (Tuono)  | Erg (Agus)              | Eliminato in batteria |      |
| 1972  | Sergio Ruiu (Il Professore) | Salbego                 | 5°                    |      |
| 1973  | Sergio Ruiu (Il Professore) | Napata (Amorevole)      | 8° (Acciuga)          |      |
| 1974  | Sergio Ruiu (Il Professore) | Iris Curis (Tempesta)   | 3° (Speroni)          |      |
| 1975  | Sergio Ruiu (Il Professore) | Nicchia                 | Eliminato in batteria |      |
| 1976  | Antonio Pigliaru            | Estury (Barberino)      | 3° speroni            |      |
| 1977  | Antonio Pigliaru            | Is Gulesz (Chicco)      | 2° (Borsa di monete)  |      |
| 1978  | Rinaldo Spiga (Spingarda)   | Hokaide                 | 2° (Borsa di monete)  |      |
| 1979  | Rinaldo Spiga (Spingarda)   | Zagres                  | Eliminato in batteria |      |
| 1980  | Vincenzo Ascolese           | Barberina               | Eliminato in batteria |      |
| 1981  | Angelo Garbarino (Kawasaki) | Torre Hidalgo (Barbera) | Eliminato in batteria |      |
| 1982  | Mauro Testa                 | Polidar (Duchessa)      | Eliminato in batteria |      |
| 1983  | Piero Berrino               | Black Baron (Sinibaldo) | 6°                    |      |
| 1984  | Silvio Etrea                | Penna Bianca            | 5°                    |      |